# Charitodoron veneris
Charitodoron veneris is een slakkensoort uit de familie van de Charitodoronidae. De wetenschappelijke naam van de soort is voor het eerst geldig gepubliceerd in 1964 door Barnard.